# Cymothales theresae
Cymothales theresae är en insektsart som beskrevs av Joseph L. Lacroix 1926. Cymothales theresae ingår i släktet Cymothales och familjen myrlejonsländor. Inga underarter finns listade i Catalogue of Life.